# Rejon uczaliński
Rejon uczaliński (ros. Учалинский район) – jeden z 54 rejonów w Baszkirii. Stolicą regionu jest Uczały.
100% populacji stanowi ludność wiejska, ponieważ w regionie nie ma żadnego miasta.